# Abraxas (mitologia)
Abraxas – to określenie Najwyższego Bóstwa w mitologii perskiej i gnostyckiej. W hellenistycznych dokumentach poświęconych magii słowo Abraxas pojawia się jako przykład magicznej logiki i synonim pełni. Pierwotna pisownia Abrasax, zapewne w wyniku pomyłki w łacińskim przekładzie przyjęła formę Abraxas. Od imienia "Abraxas" wywodzi się słowo abrakadabra.

## Etymologia
Etymologia tego imienia jest niejasna; jedni sądzą, że słowo to pochodzi od hbr. ha-berak-hah, czyli „błogosławieństwo”; inni, wskazując na fakt, iż imię to złożone jest z dwóch hebrajskich wyrazów abh, bara oraz negatywnego a, sugerują, iż imię to mogłoby oznaczać „Ojciec Niestworzony”; jeszcze inni wywodzą to imię ze złożenia słów koptyjskich: abrak i sax, czyli „święte”, „czcigodne”, „błogosławione”.
Słowo "Abraxas" powstało zapewne w wyniku operacji numerologicznej wykonanej na literach alfabetu greckiego, którym przypisywano wartości liczbowe: a zatem greckie słowo αβραξας według stosowanej reguły ponieważ:
α = 1, β = 2, ρ = 100, α = 1, ξ = 60, α = 1, ζ = 200 po zsumowaniu uzyskujemy
α + β + ρ + α + ξ + α + ς = 1 + 2 + 100 + 1 + 60 + 1 + 200 = 365 czyli liczbę dni w roku.

## Znaczenie imienia
Liczba 365 odpowiada liczbie dni roku słonecznego. Tym samym Abraxas, podobnie jak irański Mitra, oznacza skończony, cyrkularnie zamknięty obieg czasu, koło, po którym wędruje Słońce, przechodząc przez wszystkie znaki zodiaku. Abraxas oznacza też eon, czyli rok kosmiczny, obejmujący 365000 lat – czas trwania Kosmosu. Ten "boski rok" (rok kosmiczny) odpowiada 1000 latom ludzkim.
Egipski gnostyk Bazylides określił tym mianem najwyższą istotę, która rodzi pięć sił pierwotnych: ducha (nous), słowo (logos), opatrzność (phronesis), mądrość (sophia) i potęgę (dynamis). Jego zwolennicy oddawali Abraxasowi cześć jako bogu najwyższemu, który zesłał na świat Jezusa Chrystusa (uważali, że jest on duchem bezcielesnym). Imię to pojawia się na hellenistycznych papirusach magicznych oraz na starożytnych gemmach – oznacza "Imię Boga". Pojawia się również Kodeksie z Nag Hamadi: w Ewangelii Egipcjan 52, 26 i w Apokalipsie Adama 75, 22.
Tertulian pisze: "Później wystąpił Bazylides. Ten nauczał, że istnieje najwyższy Bóg, imieniem Abraksas. Z niego pochodzi stworzony Umysł, nazywany przez Greków nous, od tego zaś pochodzi Słowo, z niego zaś Opatrzność, z Opatrzności Moc i Mądrość. Z tych zaś następnie pochodzą władze i aniołowie, a następnie nieskończone ilości aniołów i emanacji. Za przyczyną aniołów, ustanowionych w 365 niebiosach, powstał świat ku czci Abraksasa". (Tertulian, Przeciw wszystkim herezjom 1, przełożył ks. Wincenty Myszor, w: tegoż, Wybór pism, ATK, Warszawa 1983, t. 2, s. 220).
Abraxas to również symbol siedmiu (znanych w Starożytności) planet oraz siedmiu stopni oświecenia człowieka. W czasach wczesnego chrześcijaństwa słowo to było równoznaczne z "nasz Ojciec", "Pan zastępów", a zatem utożsamiane było z imieniami Mitra i Jahwe. Później chrześcijanie zaczęli widzieć w nim demona, albowiem Abraxas, jednocząc w sobie wszystkie aspekty świata, sprzyjał unifikowaniu opozycji (także moralnych).

## Ikonografia
Abraxasa często przedstawia się jako istotę o ciele człowieka i głowie koguta; zamiast nóg ma węże oplatające gałąź tworzącą podwójny krzyż, przy czym:
- nogi w kształcie węży to odpowiedniki ducha i słowa (nous i logos)
- kogucia głowa (kogut, zapowiadając brzask i zachód, czuwa nad obiegiem czasu) to odpowiednik opatrzności (phronesis)
- trzymany w jednej dłoni bat (służący do wypędzania demonów) oznacza potęgę (dynamis);
- trzymana w drugiej dłoni tarcza oznacza mądrość (Sophia).

## Abraxas w literaturze
"Ptak wykluwa się z jajka. Jajkiem jest świat.

Kto chce się urodzić, musi świat zniszczyć.

Ptak leci do Boga. A imię Boga Abraxas." 
– Hermann Hesse, Demian
"Oto okropny Abraxas.

Jest najgwałtowniejszym ze Stworzeń, w nim Stworzenie napawa się trwogą przed samym sobą.

Jest on objawionym sprzeciwem Stworzenia wobec Pleromy i jej nicości.

Jest przerażeniem syna wobec matki.

Jest miłością syna do matki.

Jest zachwytem ziemi i okrucieństwem nieba".

– Carl Gustav Jung, Septem sermones ad mortuos, w: tegoż, Wspomnienia, sny, myśli, przełożyli Robert Reszke i Leszek Kolankiewicz, Wrota, Warszawa 1999, s. 403.